# Acherontia medusa
Acherontia medusa är en fjärilsart som beskrevs av Butler 1876. Acherontia medusa ingår i släktet Acherontia och familjen svärmare. Inga underarter finns listade i Catalogue of Life.